# Campeonato Europeu de Futebol Sub-21 de 2004
O Campeonato Europeu de Futebol Sub-21 de 2004 foi a décima quarta edição do Campeonato Europeu de Futebol Sub-21.
A fase de qualificação durou de 2002 a 2004, e contou com 48 participantes. Destas, apenas oito equipas apuraram-se para as fases finais, na Alemanha, que havia sido escolhida como anfitriã.
As 48 equipas nacionais foram divididas em dez grupos (dois grupos de cinco e os restantes de quatro). Depois foi disputada uma fase de play-off, para a qual se apuraram-se directamente os vencedores de cada grupos, mais os seis melhores segundo classificados. O vencedor de cada um dos oito jogos apurou-se para a fase final do torneio.
As três primeiras equipas qualificaram-se para o torneio de futebol nos Jogos Olímpicos de Verão de 2004.

## Fase de grupos

### Grupo A
| Selecção            | J | V | E | D | GM | GS | +/- | Pts |
| ------------------- | - | - | - | - | -- | -- | --- | --- |
| Itália              | 3 | 3 | 0 | 1 | 4  | 3  | +1  | 6   |
| Sérvia e Montenegro | 3 | 2 | 0 | 1 | 6  | 5  | +1  | 6   |
| Bielorrússia        | 3 | 2 | 1 | 1 | 4  | 4  | 0   | 4   |
| Croácia             | 3 | 1 | 1 | 2 | 3  | 5  | -2  | 1   |

| 27 de Maio de 2004 | Sérvia e Montenegro                    | 3 - 2     | Croácia                             | Niederrheinstadion, Oberhausen |
| 18:15              | Lazović 37' · Lovre 47' · Ivanović 86' | Relatório | Eduardo da Silva 49' · Kranjčar 68' | Árbitro: Luis Medina Cantalejo |

| 27 de Maio de 2004 | Itália        | 1 - 2     | Bielorrússia           | RewirpowerSTADION, Bochum      |
| 20:45              | Gilardino 58' | Relatório | Kirenkin 6' · Hleb 44' | Árbitro: Matthew David Messias |

| 29 de Maio de 2004 | Bielorrússia  | 1 - 1     | Croácia   | Niederrheinstadion, Oberhausen |
| 20:45              | Kirilchik 82' | Relatório | Lučić 38' | Árbitro: Michal Benes          |

| 29 de Maio de 2004 | Itália         | 2 - 1     | Sérvia e Montenegro | RewirpowerSTADION, Bochum  |
| 20:45              | Sculli 30' 53' | Relatório | Vukčević 86'        | Árbitro: Grzegorz Gilewski |

| 1 de Junho de 2004 | Itália       | 1 - 0     | Croácia | RewirpowerSTADION, Bochum |
| 19:45              | De Rossi 21' | Relatório |         | Árbitro: Bertrand Layec   |

| 1 de Junho de 2004 | Bielorrússia | 1 - 2     | Sérvia e Montenegro                  | Niederrheinstadion, Oberhausen |
| 19:45              | Shkabara 13' | Relatório | Lazović 47' (g.p.) · Milovanović 55' | Árbitro: Alexandru Dan Tudor   |

### Grupo B
| Selecção | J | V | E | D | GM | GS | +/- | Pts |
| -------- | - | - | - | - | -- | -- | --- | --- |
| Suécia   | 3 | 3 | 0 | 0 | 8  | 3  | 5   | 9   |
| Portugal | 3 | 1 | 1 | 1 | 5  | 6  | -1  | 4   |
| Alemanha | 3 | 1 | 0 | 2 | 4  | 5  | -1  | 3   |
| Suíça    | 3 | 0 | 1 | 2 | 4  | 7  | -3  | 1   |

| 28 de Maio de 2004 | Alemanha                   | 2 - 1     | Suíça     | Stadion am Bruchweg, Mogúncia |
| 18:15              | Aue 21' · Hitzlsperger 63' | Relatório | Degen 75' | Árbitro: Bertrand Layec       |

| 28 de Maio de 2004 | Suécia                          | 3 - 1     | Portugal         | Carl-Benz-Stadion, Mannheim  |
| 20:45              | Elmander 40' 50' · Ishizaki 71' | Relatório | Hugo Almeida 28' | Árbitro: Alexandru Dan Tudor |

| 29 de Maio de 2004 | Alemanha | 1 - 2     | Suécia                     | Carl-Benz-Stadion, Mannheim    |
| 20:45              | Auer 84' | Relatório | Jönsson 49' · Elmander 62' | Árbitro: Luis Medina Cantalejo |

| 30 de Maio de 2004 | Suíça                       | 2 - 2     | Portugal                                     | Carl-Benz-Stadion, Mannheim    |
| 20:45              | Vonlanthen 57' · Baykal 86' | Relatório | Carlos Martins 66' (g.p.) · Hugo Almeida 71' | Árbitro: Matthew David Messias |

| 2 de Junho de 2004 | Alemanha           | 1 - 2     | Portugal                        | Stadion am Bruchweg, Mogúncia |
| 18:15              | Schweinsteiger 41' | Relatório | Hugo Almeida 71' · Lourenço 78' | Árbitro: Grzegorz Gilewski    |

| 2 de Junho de 2004 | Suíça        | 1 - 3     | Suécia                               | Carl-Benz-Stadion, Mannheim |
| 18:15              | Barnetta 21' | Relatório | Jaggy 40' (p.b.) · Rosenberg 62' 88' | Árbitro: Michal Benes       |

## Fases Finais
|  | Semifinal               | Semifinal           |   |  | Final               | Final |  |
|  |                         |                     |   |  |                     |       |  |
|  | 5 de Junho — Bochum     |                     |   |  |                     |       |  |
|  | Itália                  | 3                   |   |  |                     |       |  |
|  | Portugal                | 1                   |   |  |                     |       |  |
|  |                         |                     |   |  |                     |       |  |
|  |                         |                     |   |  | 4 de Junho — Bochum |       |  |
|  |                         |                     |   |  | Itália              | 3     |  |
|  |                         | Sérvia e Montenegro | 0 |  |                     |       |  |
|  |                         |                     |   |  |                     |       |  |
|  |                         |                     |   |  |                     |       |  |
|  |                         |                     |   |  |                     |       |  |
|  | 5 de Junho — Oberhausen |                     |   |  |                     |       |  |
|  | Suécia                  | 1 (5)               |   |  |                     |       |  |
|  | Sérvia e Montenegro     | 1 (6)               |   |  |                     |       |  |

### Semi-finais
| 5 de Junho de 2004 | Itália                        | 3 - 1     | Portugal           | RewirpowerSTADION, Bochum |
| 20:45              | Gilardino 19' 77' · Pinzi 24' | Relatório | Pedro Oliveira 28' | Árbitro: Michal Benes     |

| 1 de Junho de 2004 | Suécia         | 1 - 1 (5 - 6 g.p.) | Sérvia e Montenegro | Niederrheinstadion, Oberhausen |
| 18:15              | Stefanidis 36' | Relatório          | Miloš Marić 90+1'   | Árbitro: Matthew David Messias |

### Terceiro lugar
| 8 de Junho de 2004 | Portugal                                                  | 3 - 2 (a.p.) | Suécia                         | Niederrheinstadion, Oberhausen |
| 18:15              | Hugo Viana 76' (g.p.) · Jorge Ribeiro 84' · Carlitos 114' | Relatório    | Elmander 45+1' · Rosenberg 90' | Árbitro: Bertrand Layec        |

### Final
| 8 de Junho de 2004 | Itália                                  | 3 - 0     | Sérvia e Montenegro | RewirpowerSTADION, Bochum      |
| 21:00              | De Rossi 32' · Bovo 83' · Gilardino 85' | Relatório |                     | Árbitro: Luis Medina Cantalejo |

## Resultado
| Campeonato Europeu Sub-21 de 2004 Campeões |
| ------------------------------------------ |
| Itália Sub-21 5º Título                    |